# Liste der Nummer-eins-Hits in Norwegen (1964)
Diese Liste enthält alle Nummer-eins-Hits in Norwegen im Jahr 1964. Es gab in diesem Jahr zwölf Nummer-eins-Singles.
| Singles |
| --- |
| - Cliff Richard & The Shadows – Don't Talk To Him - 3 Wochen (51/1963 – 1/1964) - The Beatles – She Loves You - 2 Wochen (2/1964 – 3/1964) - The Beatles – I Want To Hold Your Hand - 3 Wochen (4/1964 – 6/1964) - The Swinging Blue Jeans – Hippy Hippy Shake - 7 Wochen (7/1964 – 13/1964) - Wencke Myhre – La meg vaere ung - 5 Wochen (14/1964 – 18/1964) - Jim Reeves – I Love You Because - 13 Wochen (19/1964 – 31/1964) - The Beatles – A Hard Day's Night - 1 Woche (32/1964) - Jim Reeves – I Won't Forget You - 9 Wochen (33/1964 – 41/1964) - The Beatles – I Should Have Known Better - 2 Wochen (42/1964 – 43/1964) - Roy Orbison – Pretty Woman - 5 Wochen (44/1964 – 48/1964) - The Beatles – If I Fell - 2 Wochen (49/1964 – 50/1964) - The Beatles – I Feel Fine - 6 Wochen (51/1964 – 3/1965) |

Siehe auch: Nummer-eins-Hits 1964 in  Australien, Belgien, Deutschland, Finnland, Frankreich, Irland, Italien, Kanada, den Niederlanden, Österreich, Spanien, den Vereinigten Staaten und im Vereinigten Königreich.